# Эйлеров цикл
Эйлеров путь (эйлерова цепь) в графе — это путь, проходящий по всем рёбрам графа и притом только по одному разу. (ср. Гамильтонов путь)
Эйлеров цикл — эйлеров путь, являющийся циклом, то есть замкнутый путь, проходящий через каждое ребро графа ровно по одному разу.
Полуэйлеров граф — граф, в котором существует эйлеров путь.
Эйлеров граф — граф, в котором существует эйлеров цикл.

## Существование эйлерова цикла и эйлерова пути

### В неориентированном графе
Согласно теореме, доказанной Эйлером, эйлеров цикл существует тогда и только тогда, когда граф связный или будет являться связным, если удалить из него все изолированные вершины, и в нём отсутствуют вершины нечётной степени.
Эйлеров путь в графе существует тогда и только тогда, когда граф связный и содержит не более двух вершин нечётной степени. Ввиду леммы о рукопожатиях, число вершин с нечётной степенью должно быть чётным. А значит эйлеров путь существует только тогда, когда это число равно нулю или двум. Причём, когда оно равно нулю, эйлеров путь вырождается в эйлеров цикл.

### В ориентированном графе
Ориентированный граф {\displaystyle G=(V,A)} содержит эйлеров цикл тогда и только тогда, когда он сильно связан или среди его компонент сильной связности только одна содержит ориентированные ребра (а все остальные являются изолированными вершинами) и для каждой вершины графа её входящая степень {\displaystyle \mathrm {indeg} (\cdot )} равна её исходящей степени {\displaystyle \mathrm {outdeg} (\cdot )}, то есть в вершину входит столько же ориентированных ребер, сколько из неё и выходит: {\displaystyle \mathrm {indeg} (v)=\mathrm {outdeg} (v)\quad \forall v\in V}.
Так как эйлеров цикл является частным случаем эйлерова пути, то очевидно, что ориентированный граф {\displaystyle G=(V,A)} содержит эйлеров путь тогда и только тогда, когда он содержит либо эйлеров цикл, либо эйлеров путь, не являющийся циклом. Ориентированный граф {\displaystyle G=(V,A)} содержит эйлеров путь, не являющийся циклом, тогда и только тогда, когда он слабо связен и существуют две вершины {\displaystyle p\in V}  и {\displaystyle q\in V} (начальная и конечная вершины пути соответственно) такие, что их полустепени захода и полустепени исхода связаны равенствами {\displaystyle \mathrm {indeg} (q)=\mathrm {outdeg} (q)+1} и {\displaystyle \mathrm {indeg} (p)=\mathrm {outdeg} (p)-1}, а все остальные вершины имеют одинаковые полустепени исхода и захода:  {\displaystyle \mathrm {outdeg} (v)=\mathrm {indeg} (v)\quad \forall v\in V\setminus \{p,q\}}.

## Поиск эйлерова пути в графе
Можно всегда свести задачу поиска эйлерова пути к задаче поиска эйлерова цикла. Действительно, предположим, что эйлерова цикла не существует, а эйлеров путь существует. Тогда в графе будет ровно 2 вершины нечётной степени. Соединим эти вершины ребром, и получим граф, в котором все вершины чётной степени, и эйлеров цикл в нём существует. Найдём в этом графе эйлеров цикл (алгоритмом, описанным ниже), а затем удалим из ответа несуществующее ребро.

## Поиск эйлерова цикла в графе

### Алгоритм Флёри
Алгоритм был предложен Флёри в 1883 году.
Пусть задан граф {\displaystyle G=(V,E)}. Начинаем с некоторой вершины {\displaystyle p\in V} и каждый раз вычеркиваем пройденное ребро. Не проходим по ребру, если удаление этого ребра приводит к разбиению графа на две связные компоненты (не считая изолированных вершин), т.е. необходимо проверять, является ли ребро мостом или нет.
Этот алгоритм неэффективен: время работы оригинального алгоритма O(|E|2). Если использовать более эффективный алгоритм для поиска мостов, то время выполнения можно снизить до  {\displaystyle O(|E|(\log |E|)^{3}\log \log |E|)}, однако это всё равно медленнее, чем другие алгоритмы. 
Алгоритм может быть распространен на ориентированные графы.

### Алгоритм на основе циклов
Будем рассматривать самый общий случай — случай ориентированного мультиграфа, возможно, с петлями. Также мы предполагаем, что эйлеров цикл в графе существует (и состоит хотя бы из одной вершины). Для поиска эйлерова цикла воспользуемся тем, что эйлеров цикл — это объединение всех простых циклов графа. Следовательно, наша задача — эффективно найти все циклы и эффективно объединить их в один.
Реализовать это можно, например, так, рекурсивно:
```
procedure find_all_cycles (v)
var массив cycles
1. пока есть 
цикл
, проходящий через v, находим его
    добавляем все вершины найденного цикла в массив cycles (сохраняя порядок обхода)
    удаляем цикл из графа
2. идем по элементам массива cycles
    каждый элемент cycles[i] добавляем к ответу
    из каждого элемента рекурсивно вызываем себя: find_all_cycles (cycles[i])
```

Достаточно вызвать эту процедуру из любой вершины графа, и она найдёт все циклы в графе, удалит их из графа и объединит их в один эйлеров цикл.
Для поиска цикла на шаге 1 используем поиск в глубину.
Сложность полученного алгоритма — O(|E|), то есть линейная относительно количества рёбер в данном графе.